# Juan Núñez (athlète)
Pour les articles homonymes, voir Juan Núñez et Núñez.
Juan Núñez Lima (né le 19 novembre 1959) est un athlète dominicain, spécialiste du sprint.

## Biographie
Il termine 5e de la finale des Championnats du monde de 1983 à Helsinki.
Il remporte la médaille de bronze sur 100 mètres aux Jeux panaméricains de 1987 à Indianapolis.
Son record personnel, et national, est de 10 s 16 obtenu à La Havane le 22 juillet 1983, lors des Championnats d'Amérique centrale et des Caraïbes.